# Dasymys griseifrons
Dasymys griseifrons és una espècie de mamífer rosegador de la família dels múrids. És endèmic de les muntanyes d'Etiòpia. Fins al 2004 se'l considerava una subespècie de D. incomtus i, de fet, alguns models taxonòmics encara l'hi inclouen. Es tracta d'una espècie bastant grossa que destaca per la grandària de la seva constricció interorbitària. El seu nom específic, griseifrons, significa ‘front gris' en llatí.